# Christmas in the Heart
Christmas in the Heart ( (рус.) «Рождество на сердце») — тридцать четвёртый студийный альбом американского автора-исполнителя Боба Дилана. Первый его альбом, записанный в стиле рождественской музыки. Выпущен 13 октября 2009 года на лейбле Columbia. Альбом включает в себя гимны и известные рождественские песни. Все гонорары Дилан с продаж этого альбома пошли в пользу благотворительный организаций Feeding America в США, Crisis в Британии, и World Food Programme.
Дилан сказал, что, несмотря на то, что он родился в еврейской семье, он никогда не чувствовал, что Рождество ему чуждо во времена его детства в Миннесоте. О популярности рождественской музыки он сказал, «… она столь распространена по всему миру, что каждый может прикоснуться к ней по-своему». 

## Список композиций
1. «Here Comes Santa Claus» (Gene Autry, Oakley Haldeman) — 2:35
2. «Do You Hear What I Hear?» (Noël Regney, Gloria Shayne Baker) — 3:02
3. «Winter Wonderland» (Felix Bernard, Richard B. Smith) — 1:52
4. «Hark The Herald Angels Sing» (народная песня в аранжировке Дилана) — 2:30
5. «I'll Be Home For Christmas» (Buck Ram, Kim Gannon and Walter Kent) — 2:54
6. «Little Drummer Boy» (Katherine K. Davis, Henry Onorati and Harry Simeone) — 2:52
7. «The Christmas Blues» (Sammy Cahn, David Jack Holt) — 2:54
8. «O' Come All Ye Faithful» («Adeste Fideles») (народная песня в аранжировке Дилана)— 2:48
9. «Have Yourself a Merry Little Christmas» (Hugh Martin, Ralph Blane) — 4:06
10. «Must Be Santa» (William Fredericks, Hal Moore) — 2:48
11. «Silver Bells» (Jay Livingston, Ray Evans) — 2:35
12. «The First Noel» (народная песня в аранжировке Дилана) — 2:30
13. «Christmas Island» (Lyle Moraine) — 2:27
14. «The Christmas Song» (Mel Tormé, Robert Wells) — 3:56
15. «O Little Town of Bethlehem» (народная песня в аранжировке Дилана) — 2:17

## Над альбомом работали

### Группа
- Bob Dylan — гитара, клавишные, вокал, губная гармоника
- Tony Garnier — бас-гитара
- Phil Upchurch — гитара, мандолина
- Patrick Warren — пианино, орган, селеста
- David Hidalgo — аккордеон, гитара, мандолина, скрипка
- Donnie Herron — ритм-гитара, мандолина, труба, скрипка
- George Recile — барабаны, перкуссия

### Микшированные голоса других исполнителей
- Amanda Barrett
- Bill Cantos
- Randy Crenshaw
- Abby DeWald
- Nicole Eva Emery
- Walt Harrah
- Robert Joyce

### Участники записи
- Jack Frost (Bob Dylan) — продюсер
- David Bianco — запись, микширование
- David Spreng — окончательная обработка
- Bil Lane — помощник продюсера
- Glen Suravech — помощник продюсера
- Rich Tosti — студийная обработка
- Ed Wong — студийная обработка

### Иллюстрации
- ViusalLanguage.com — основная обложка
- Leonard Freed/Magnum Photos — фото
- Ewin Fotheringham — задняя обложка
- Coco Shinomiya — дизайн
- Olivia De Berandis — задняя обложка

## Чарты
| Chart (2009)                      | Высшая позиция |
| --------------------------------- | -------------- |
| Austria Albums Chart              | 44             |
| Belgian (Flanders) Albums Chart   | 22             |
| Belgian (Wallony) Albums Chart    | 89             |
| Canada Albums Chart               | 33             |
| Denmark Albums Chart              | 14             |
| Dutch Albums Chart                | 34             |
| French Albums Chart               | 119            |
| Germany Albums Chart              | 37             |
| Norway Albums Chart               | 5              |
| Irish Albums Chart                | 34             |
| Italy Albums Chart                | 27             |
| Spain Albums Chart                | 54             |
| Sweden Albums Chart               | 6              |
| Switzerland Albums Chart          | 80             |
| UK Albums Chart                   | 40             |
| US Billboard 200 Albums Chart     | 23             |
| US Billboard Holiday Albums Chart | 1              |
| US Billboard Folk Albums Chart    | 1              |
| US Billboard Rock Albums Chart    | 9              |